# Молинђуоло (Потенца)
Молинђуоло (итал. Molingiuolo) је насеље у Италији у округу Потенца, региону Базиликата.
Према процени из 2011. у насељу је живело 341 становника. Насеље се налази на надморској висини од 471 м.